# Only Built 4 Cuban Linx... Pt. II
Only Built 4 Cuban Linx... Pt. II è un album di Raekwon. È considerato il seguito di Only Built 4 Cuban Linx....

## Tracce
1. Return of the North Star (featuring Popa Wu) – 2:39 – BT
2. House of Flying Daggers (featuring Inspectah Deck, Ghostface Killah & Method Man) – 3:51 – J Dilla
3. Sonny's Missing – 2:28 – Pete Rock
4. Pyrex Vision – 0:54 – Marley Marl
5. Cold Outside (featuring Ghostface Killah & Suga Bang Bang) – 4:40 – Icewater Productions
6. Black Mozart (featuring Inspectah Deck, RZA & Tash Mahogany) – 3:24 – RZA
7. Gihad (featuring Ghostface Killah) – 2:57 – Necro
8. New Wu (featuring Ghostface Killah & Method Man) – 3:50 – RZA
9. Penitentiary (featuring Ghostface Killah) – 2:35 – BT
10. Baggin Crack – 1:58 – Erick Sermon
11. Surgical Gloves – 3:24 – The Alchemist
12. Broken Safety (featuring Jadakiss & Styles P) – 2:45 – Scram Jones
13. Canal Street – 3:37 – Icewater Productions
14. Ason Jones – 3:06 – J Dilla
15. Have Mercy (featuring Beanie Sigel & Blue Raspberry) – 3:51 – MoSS
16. 10 Bricks (featuring Cappadonna & Ghostface Killah) – 3:16 – J Dilla
17. Fat Lady Sings – 2:17 – True Master
18. Catalina (featuring Lyfe Jennings) – 3:28 – Dr. Dre, Mark Batson
19. We Will Rob You (featuring GZA, Masta Killa & Slick Rick) – 3:15 – Justice Kareem
20. About Me (featuring Busta Rhymes) – 3:59 – Dr. Dre, Mark Batson
21. Mean Streets (featuring Inspectah Deck, Ghostface Killah & Suga Bang Bang) – 4:29 – Mathematics
22. Kiss the Ring (featuring Inspectah Deck & Masta Killa) – 4:09 – Scram Jones

Tracce bonus in Europa/su iTunes
1. Walk Wit Me – 4:18 – Scram Jones
2. The Badlands (featuring Ghostface Killah) – 2:30 – BT

Tracce bonus nell'edizione Gold Deluxe su iTunes
1. About Me (Original) (featuring The Game) – 4:16 – Dr. Dre, Mark Batson
2. New Wu (Remix) (featuring Ghostface Killah & Method Man) – 3:59 – BT
3. Broken Safety (Remix) (featuring Jadakiss & Styles P) – 2:37 – BT
4. Penitentiary (Travis Barker Mix) (featuring Ghostface Killah) – 2:37 – Travis Barker, BT
5. Never Used to Matter (featuring Bun B) – 2:33 – Scram Jones
6. Rockstars (featuring Inspectah Deck, GZA, Thea Van Seijen & Stone Mecca) – 4:13 – RZA